# جيف زيمرمان
جيف زيمرمان هو لاعب كرة قاعدة كندي، ولد في 9 أغسطس 1972 في كيلونا في كندا.

## وصلات خارجية
- جيف زيمرمان على موقعبيزبول رفرنس.كوم (الدوري الرئيسي) (الإنجليزية)
- جيف زيمرمان على موقعبيزبول رفرنس.كوم (الدوري الثانوي) (الإنجليزية)
- جيف زيمرمان على موقع إي إس بي إن.كوم (أم.أل.بي) (الإنجليزية)